# Jacques Crépet

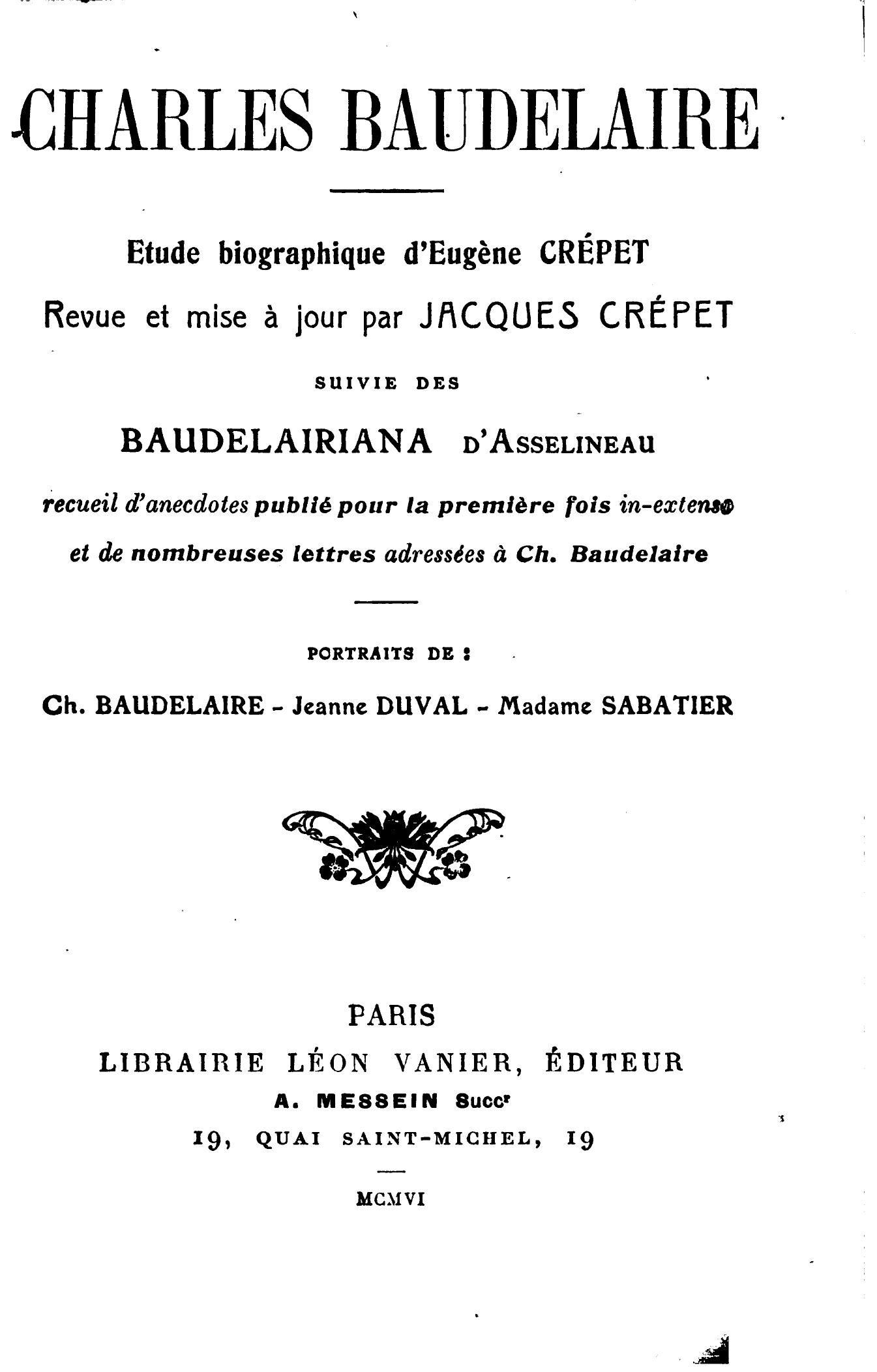
Étude biographique de C. Baudelaire par Eugène Crépet et mis à jour par J. Crépet.

Jacques Victor Paul Crépet, né le 28 mars 1874 à L'Isle-Adam et mort le 11 mars 1952 dans le 7e arrondissement de Paris, est un journaliste littéraire, romaniste, autobiographe, bibliographe, préfacier, historien de la littérature notamment de la littérature française du XIXe siècle et de l'œuvre de Charles Baudelaire.

## Biographie
Jacques Crépet était le fils d'Eugène Crépet (1827-1892), ami et admirateur de Charles Baudelaire et qui fut un spécialiste incontesté de Baudelaire. Jacques Crépet maîtrisait aussi la littérature française du XIXe siècle. Il poursuivit les études littéraires entreprises par son père sur Baudelaire, mais également sur d'autres auteurs, tels que Charles Asselineau, Edgar Poe, Jules Barbey d'Aurevilly, Leconte de Lisle ou Jeanne Duval, la muse de Baudelaire.
Jacques Crépet publia plusieurs recueils de poèmes ou de récits de Baudelaire ainsi que des rééditions annotées et complétées d'Asselineau, de Poe, de Barbey d'Aurevilly et de Leconte de Lisle.
En 1926, il publia "Dernières lettres inédites à sa mère" de Baudelaire.
Jacques Crépet, avec la collaboration de Claude Pichois, son jeune confrère spécialiste également de Baudelaire, publièrent, en 1952, l'œuvre inachevée de Baudelaire, "Pauvre Belgique", un essai pathétique et pamphlétaire contre les Belges, écrit lors de son voyage qu'il effectua à Bruxelles en 1864. L'œuvre, dont les premiers extraits sont publiés à titre posthume en 1887, sera intégralement publiée en 1952 sous le titre Pauvre Belgique choisi par Jacques Crépet et Claude Pichois.
Il se maria avec Mme Ziegler et eurent un fils, Jean Ziegler (6 novembre 1907-16 avril 2001), romaniste et spécialiste également de Baudelaire.

## Publications
- Charles Baudelaire. Étude biographique d'Eugène Crépet, revue et mise à jour de Jacques Crépet; suivie de "Baudelairiana" d'Asselineau, Recueil d'anecdotes et de Lettres de Baudelaire, Paris 1908, 1919, 1928, 1949
- Charles Baudelaire, Œuvres posthumes, Paris 1908
- Honoré de Balzac, Pensées, sujets, fragments, Paris 1910
- Charles Baudelaire, Lettres inédites à sa mère, Paris 1918
- Charles Baudelaire, Œuvres Complètes, 19 volumes, Paris 1922-1953 (publié par Louis Conard, après la mort de Jacques Crépet, et complété par Claude Pichois).
- Charles Baudelaire, Journaux intimes, Paris 1938
- Charles Baudelaire, Mystères galants des théâtres de Paris, Paris 1938
- Charles Baudelaire, Les Fleurs du mal, en collaboration avec Georges Blin, Paris 1942, 1950, 1968 (Editeur J. Corti) (Antoine Adam annota qu'il trouva "admirable" ce travail lors de sa propre édition des Fleurs du mal, Classiques Garnier, Paris, 1961, p. 29).
- Les plus belles pages de Charles Baudelaire, poésie et prose. Choix de Jacques Crépet, Paris 1950
- Propos sur Baudelaire, édité par Claude Pichois. Préface de Jean Pommier, Paris 1957

## Études littéraires
Robert Kopp, Où en sont les études sur Baudelaire ?, Cahiers de l'Association internationale des études françaises 41, 1989, pp. 189–208

## Livres de Jacques Crépet
- Baudelaire, Œuvres posthumes, tome 1
- Baudelaire, Œuvres posthumes, tome 2
- Baudelaire, Œuvres posthumes, tome 3
- Baudelaire, Correspondance générale
- Baudelaire, Petits poëmes en prose